# Павлина Климкар-Меанджиева
Павлина Климкар–Меанджиева (на македонска литературна норма: Павлина Климкар-Меанџиева) е поетеса от Северна Македония.

## Биография
Роден е през 1949 година във Велес, тогава в Югославия. Завършва Филологическия факултет на Скопския университет. Работи като преподавател в училище „Коле Неделковски“ във Велес. Член е на Дружеството на писателите на Македония от 1995 година.